# Fram över berg, över dal, över bölja
Fram över berg, över dal, över bölja är en sång med text från 1904 av Karl Larsson och musik av J. Enlund.

## Publicerad i
- Musik till Frälsningsarméns sångbok 1907 som nr 336.
- Frälsningsarméns sångbok 1929 som nr 380 under rubriken "Strid och verksamhet - Maning till kamp".
- Frälsningsarméns sångbok 1968 som nr 444 under rubriken "Strid Och Verksamhet - Kamp och seger".
- Frälsningsarméns sångbok 1990 som nr 610 under rubriken "Strid och kallelse till tjänst".